# رندولف (حوزه سرشماری)، نیویورک
رندولف (به انگلیسی: Randolph) یک منطقهٔ مسکونی در ایالات متحده آمریکا است که در شهرستان کاتاراگوس، نیویورک واقع شده‌است. رندولف ۸٫۴۵ کیلومتر مربع مساحت و ۱٬۲۸۶ نفر جمعیت دارد و ۳۸۹ متر بالاتر از سطح دریا واقع شده‌است.